# Grabau (Stormarn)
Grabau er en by og kommune i det nordlige Tyskland, beliggende i Amt Bad Oldesloe-Land under Kreis Stormarn. Kreis Stormarn i den sydøstlige del af delstaten Slesvig-Holsten.

## Geografi
Grabau ligger omkring 30 km nordøst for Hamborg, og ca. 25 km vest for Lübeck.